# Cinchona micrantha
Cinchona micrantha är en måreväxtart som beskrevs av Hipólito Ruiz López och Pav.. Cinchona micrantha ingår i släktet Cinchona och familjen måreväxter. Inga underarter finns listade i Catalogue of Life.